# ハッツ・オフ・トゥ・ザ・バスカーズ
『ハッツ・オフ・トゥ・ザ・バスカーズ』 （Hats Off to the Buskers）は、スコットランドのインディー・ロック・バンド、ザ・ビューのデビューアルバムである。
オアシスのデビュー作『Definitely Maybe （オアシス）』やザ・ヴァーヴの『A Storm in Heaven』を手掛けたオーウェン・モリスがプロデュースしている。

## 賞
- ベスト・トラック (『The Face For Radio』) - NME

## 収録曲
1. カミン・ダウン - Comin' Down
2. スーパースター・トレーズマン - Superstar Tradesman
3. セイム・ジーンズ - Same Jeans
4. ドント・テル・ミー - Don't Tell Me
5. スキャグ・トレンディ - Skag Trendy
6. ザ・ドン - The Don
7. ザ・フェイス・フォー・レディオ - The Face For Radio
8. ウェイステッド・リトルDJ's - Wasted Little DJs
9. グランズ・フォー・ティー - Gran's For Tea
10. ダンス・イントゥ・ザ・ナイト - Dance Into The Night
11. クラウディア - Claudia
12. ストリート・ライツ - Street Lights
13. ウェイストランド - Wasteland
14. ティピカル・タイム - Typical Time
15. ポッシュ・ボーイズ - Posh Boys
16. スクリーミン・アン・シャウティン - Screamin' n Shoutin'
17. チェリー・ガール - Cherry Girl

- 15,16,17曲目は日本盤ボーナス・トラック。

## シングル
日本盤は未発売。
- ウェイステッド・リトルDJ's - Wasted Little DJs
- スーパースター・トレーズマン - Superstar Tradesman
- セイム・ジーンズ - Same Jeans
- ザ・ドン / スキャグ・トレンディー　- The Don / Skag Trendy
- ザ・フェイス・フォー・レディオ - The Face For Radio

### 備考
- 1stシングル『Wasted Little DJs』はメジャーサポート無しにインターナショナルチャートトップ20にランクインし、そのビデオはMTV2ビデオチャートでアークティック・モンキーズ、カサビアンを抑えて1位となった。
- 2ndシングル『Superstar Tradesman』も同ビデオチャートで1位を獲得している。